# Subprimelån
Subprimelån är ett amerikanskt begrepp som i slutet av 2007 även började användas av svenska massmedier och den svenska finansbranschen. Själva begreppet syftar på den del av lånemarknaden i USA som riktar sig till mindre kreditvärdiga låntagare. Vid subprimelån ges lån i förhållande till värdet på de tillgångar som belånas, men ingen bedömning görs av låntagarens återbetalningsförmåga. Tanken är att tillgången ska öka i värde och att låntagaren därför ska ha möjlighet att ta ytterligare lån för att betala av de gamla skulderna.
Under hösten 2007 försämrades många amerikanska låntagares möjligheter att betala räntor och att amortera på sina lån, vilket gjorde att banker i flera länder fick göra stora avskrivningar av sina tillgångar. För att stimulera landets ekonomi sänkte dess centralbank styrräntorna.
Den 24 september 2008 höll president George W. Bush ett tal där han presenterade ett förslag om att regeringen skulle tillskjuta 700 miljarder dollar för att rädda den amerikanska finanssektorn. I detta tal redogjorde han också för hur subprime-krisen hade skapats.